# Transgenderzorg in Nederland
Transgenderzorg is de psychische en lichamelijke (medische) zorg die wordt verleend aan transgender personen.

## Geschiedenis
Nederland kent relatief veel ontwikkelingen met betrekking tot de behandeling van transgender personen. Dit komt mede door de studies van prof. dr. P.T. Cohen-Kettenis (psycholoog VU medisch centrum) en de hersenonderzoeken naar het ontstaan en de ontwikkelingen van genderdysforie van neurobioloog Dick Swaab. De eerste kliniek voor transgender kinderen opende in Utrecht in 1987. Er zijn er twee genderteams, daarnaast worden ook integrale behandeltrajecten aangeboden door een vijftal gespecialiseerde psychologenpraktijken.
Tot 2016 werd de transgenderzorg in Nederland voornamelijk aangeboden door Amsterdam UMC (voorheen VUmc, Kennis- en Zorgcentrum Genderdysforie (KZcG)). Daarnaast werd een veel kleiner aantal personen behandeld door het UMCG in Groningen.

### Wachttijden
In 2018 meldde de regering in antwoord op Kamervragen dat de wachttijden toenamen omdat de aanzienlijke capaciteitsgroei die de voorgaande jaren was gerealiseerd bij de gendercentra van het Amsterdam UMC en het UMCG de sterke en aanhoudende toename van zorgvragen niet meer kon bijbenen.

### Dutch protocol
Het Amsterdam UMC en UMCG bieden een integraal aanbod van psychologische, endocrinologische en chirurgische zorg. In 2006 stelden Delemarre-van der Waal en Cohen-Kettenis het zogenaamde Dutch Protocol op voor genderzorg. Vanaf ongeveer 2015 ontstond er een groter aanbod van zorgaanbieders die zich richtten op deelaspecten, zoals alleen de psychologische zorg of alleen de chirurgische zorg.
De werkwijze van de voorgaande protocollen werden aanvankelijk in omliggende landen omarmd. Intussen is er een debat tussen wetenschappers ontstaan over de bewijsvoering van het protocol. Men krijgt niet de gewenste goede resultaten en de studies uit Nederland blijken gebrekkig in opzet en de data is daardoor onbetrouwbaar of het hier in Nederland wel goede resultaten gaf zoals gesteld wordt in de studies. In Finland, Zweden, Noorwegen, Denemarken en het Verenigd Koninkrijk is men inmiddels op terug gekomen. Ook in Australië en Nieuw-Zeeland maakt men een terugtrekkende beweging naar een conservatievere vorm van zorg met meer focus op psychotherapie in plaats van gebruik van puberteitsremmers en hormoontherapie.
Op 27 februari 2024 nam de Tweede Kamer een motie, ingediend door NSC-parlementslid Rosanne Hertzberger, aan om een onderzoek in te stellen naar de wetenschappelijke kwaliteit van het zorgmodel op basis van het Dutch protocol.

## Genderklinieken en locaties
Volgens een rapport van de Nederlandse overheid waren er in 2022 veertien aanbieders van psychologische zorg, veertien van endocrinologische zorg en vier klinieken, naast Amsterdam UMC en UMCG, die operaties uitvoeren. Sommige van deze klinieken of ziekenhuizen beperken zich tot borstoperaties of richten zich op specifieke doelgroepen, bijvoorbeeld jongeren. Naast Amsterdam UMC en UMCG biedt onder andere de Medische Kliniek Velsen sinds 2020 ook geslachtsaanpassende operaties voor man-naar-vrouw- en vrouw-naar-mantransgenders. Ondanks deze toename van capaciteit blijven de wachttijden nog hoog. Daarom kiezen sommige transgender personen voor een behandeling in bijvoorbeeld Thailand, Duitsland, België, Engeland of Canada. Omdat een volledige vergoeding vanuit de zorgverzekering hiervoor niet altijd mogelijk is, en er meer aanbod voor chirurgische behandelingen in Nederland komt, neemt dit aantal af.

## Juridische kwesties
In februari 2024 kwam aan het licht dat er vier transgenders rechtszaken aangespannen hadden tegen het VUmc-ziekenhuis wegens mislukte chirurgische behandelingen. De claim van deze ex-patiënten is dat de operaties niet correct uitgevoerd zijn en ze als patiënt niet of niet goed ingelicht zijn over eventuele slechte resultaten en bijwerkingen.